# Фельдкамп, Михаэль
Михаэ́ль Ф. Фельдка́мп (нем. Michael F. Feldkamp; род. 23 апреля 1962, Киль) — немецкий историк и журналист.

## Биография
Фельдкамп окончил Гимназию Каролинум (Gymnasium Carolinum) в городе Оснабрюк. С 1983 года изучал историю, католическую теологию, педагогику и философию в Рейнском университете Фридриха Вильгельма в городе Бонн. В 1985/86 годах изучал историю церкви в Папском Григорианском университете в Риме. В 1990 году сдал государственные экзамены первой степени для учителей перед Государственной Экзаменационной Комиссией в Кёльне (отделение в городе Бонн). В годах 1986, 1990 и 1991 был стипендиатом от Немецкого Исторического Института в Риме. В 1992 году получил стипендию для реализации исследовательского проекта от Кузанусверк (Cusanuswerk), Стипендиального Фонда Католических Епископов. В декабре 1992 года получил степень доктора философии.

Фельдкамп с 1993 года, не считая коротких перерывов, работает в администрации Бундестага как историк в отделе архива и как автор речей в протокольном отделе Бундестага. Принимал участие в публикации Документов Бундестага: «Der Parlamentarische Rat 1948—1949, Akten und Protokolle» («Парламентский Совет 1948—1949, Документы и протоколы»). В годах 1996-97 работал в Институте Современной Истории (Institut für Zeitgeschichte) над «Документами внешней политики Федеративной Республики Германии» («Akten zur Auswärtigen Politik der Bundesrepublik Deutschland»). С 2000 года Фельдкамп является автором «Справочника по Истории Немецкого Бундестага» («Datenhandbuch zur Geschichte des Deutschen Bundestages»).

## Деятельность
Фельдкамп занимается историей Церкви и Папства от средневековья до новейшего времени. Главным предметом его исследований является история папской дипломатии и история науки и университетов. За пределами Германии Фельдкамп известен благодаря статьям об отношениах католической церкви к нацизму. В своём труде «Pius XII und Deutschland» («Пий XII и Германия», 2000) Фельдкамп представил широкому кругу читателей всю сложность исследований, ссылаясь на публикацию Джона Корнвелла «Папа Гитлера: тайная история Пия XII». Книга Фельдкампа «Недовольная церковь Гольдхагена» полемизирует с тезисами Даниэля Гольдхагена. Фельдкамп считает, что Гольдхаген неправильно представил папу римского Пия XII как антисемита и «приятеля» нацистов, ссылаясь на предрассудки, фальсификацию и, видимо, неправильно переведённые документы. В следующих публикациях Фельдкамп занимался вступлением в партию НСДАП Курта Георга Киссингера, который позже стал канцлерем Федеративной Республики Германии. Блогодаря своей активности как католик и публицист Фельдкамп считается одним из самых важных представителей современного католицизма в Германии («800 самых важных представителей современного католицизма в Германии», «800 wichtigsten Vertreter des modernen Katholizismus in Deutschland»).

## Награды
- Рыцарь Ордена Святого Гроба Господнего Иерусалимского (2009 год).
- Командор Ордена Святого Гроба Господнего Иерусалимского (2011 год).

## Публикации
- Studien und Texte zur Geschichte der Kölner Nuntiatur. 4 Bde., Città del Vaticano 1993, 1995 und 2008, ISBN 8885042228 — ISBN 888504221X — ISBN 8885042279 — ISBN 9788885042513.
- Zur Bedeutung der «successio alternativa» im Hochstift Osnabrück während des 17. und 18. Jahrhunderts (англ.). digitale-sammlungen.de. Дата обращения: 16 июля 2025. In: Blätter für deutsche Landesgeschichte 130 (1994), S. 75-110
- Der Parlamentarische Rat 1948—1949. Akten und Protokolle. Bd. 8, ISBN 3-7646-1946-5, Bd. 10 (ISBN 3-486-56232-0), Bd. 11 (ISBN 3-486-56279-7), Bd. 12 (ISBN 3-486-56379-3) und 14 (ISBN 978-3-486-56564-5). Harald Boldt Verlag, Boppard, bzw. Oldenbourg, München 1995—2009.
- Der Parlamentarische Rat 1948—1949. Göttingen 1998, ISBN 3-525-01366-3 (Rezension (нем.). hsozkult.geschichte.hu-berlin.de. Дата обращения: 16 июля 2025. bei H-Soz-u-Kult). Überarbeitete Neuausgabe. Mit einem Geleitwort von Bundestagspräsident Norbert Lammert, Göttingen 2008, ISBN 978-3-525-36755-1 bei Das Parlament, Heinrich Wefing. Politische Bücher: Unbekannt (нем.). zeit.de. Дата обращения: 16 июля 2025. in der Zeit sowie «Rezension» in der FAZ).
- La diplomazia pontificia. Da Silvestro I a Giovanni Paolo II. Milano 1998 (franz. Übersetzung: Paris 2001 ISBN 2-204-06452-1; span. Übersetzung: Madrid 2004 ISBN 8479146974, Rezension der span. Ausgabe.
- Die Entstehung des Grundgesetzes für die Bundesrepublik Deutschland 1949. Stuttgart 1999, ISBN 3-15-017020-6.
- Die Beziehungen der Bundesrepublik Deutschland zum Heiligen Stuhl 1949—1966. Aus den Vatikanakten des Auswärtigen Amts. Eine Dokumentation. Köln u. a. 2000, ISBN 3-412-03399-5.
- Pius XII. und Deutschland. — Göttingen, 2000. — ISBN 3-525-34026-5., Rezension (нем.). hsozkult.geschichte.hu-berlin.de. Дата обращения: 16 июля 2025. bei H-Soz-u-Kult).
- Der «Stellvertreter» von Rolf Hochhuth in der Innen- und Außenpolitik der Bundesrepublik Deutschland. Mit einem Anhang ausgewählter Aktenstücke aus den Vatikanakten des Auswärtigen Amtes. In: Geschichte im Bistum Aachen, Beiheft 2, 2001/2002: Von Pius XII. bis Johannes XXIII. Hrsg. vom Geschichtsverein für das Bistum Aachen e. V., Neustadt a. d. Aisch 2001, S. 127—177.
- Leo Just: Briefe an Hermann Cardauns, Paul Fridolin Kehr, Aloys Schulte, Heinrich Finke, Albert Brackmann und Martin Spahn 1923—1944. Hrsg., eingeleitet und kommentiert von Michael F. Feldkamp, Frankfurt am Main, u. a. 2002, ISBN 3-631-38931-0 (Rezension bei H-Soz-u-Kult und Rezension in der FAZ, vgl. auch Rezensionsnotiz zu FAZ auf perlentaucher.de).
- Goldhagens unwillige Kirche. Alte und neue Fälschungen über Kirche und Papst während der NS-Herrschaft, München 2003, ISBN 3-7892-8127-1.
- Anmerkungen zu Urschrift und Faksimileausgaben des Grundgesetzes für die Bundesrepublik Deutschland vom 23. Mai 1949. In: Zeitschrift für Parlamentsfragen 35 (2004), S. 199—219.
- (unter Mitarbeit von Birgit Ströbel:) Datenhandbuch zur Geschichte des Deutschen Bundestages 1994 bis 2003 (нем.). web.archive.org. Дата обращения: 16 июля 2025. Baden-Baden 2005, ISBN 3-8329-1395-5 (PDF; 16 kB) auf der Website des Deutschen Bundestages.
- Kurt Georg Kiesinger und seine Berliner Studentenkorporation Askania auf dem Weg ins «Dritte Reich». In: Günter Buchstab/Philipp Gassert/Peter Thaddäus Lang (Hrsg.): Kurt Georg Kiesinger 1904—1988. Von Ebingen ins Kanzleramt. Hrsg. im Auftrag der Konrad-Adenauer-Stiftung e. V. (= Herder Taschenbuch), Freiburg im Breisgau, Basel, Wien 2005, S. 149—199, ISBN 3-451-23006-2.
- 150 Jahre Katholischer Studentenverein Askania-Burgundia im Kartellverband Katholischer Deutscher Studentenvereine (KV) zu Berlin 1853—2003 (нем.). ask-bg.de. Дата обращения: 16 июля 2025. Berlin 2006
- Der Bundestagspräsident. Amt — Funktion — Person. 16. Wahlperiode, hrsg. von Michael F. Feldkamp, München 2007, ISBN 978-3-7892-8201-0; 17. Wahlperiode München 2011, ISBN 978-3-7892-8213-3.
- Der Parlamentarische Rat und das Grundgesetz für die Bundesrepublik Deutschland 1948 bis 1949 (нем.). kas.de. Дата обращения: 16 июля 2025. Hrsg. von der Konrad-Adenauer-Stiftung, Berlin 2008, ISBN 978-3-940955-09-8
- Mitläufer, Feiglinge, Antisemiten? Katholische Kirche und Nationalsozialismus. Augsburg 2009, ISBN 978-3-86744-065-3.
- Der Deutsche Bundestag — 100 Fragen und Antworten. Baden-Baden 2009, ISBN 978-3-8329-3526-9 (Das Parlament, Nr. 15-16 2009, 6.4.2009 (нем.). web.archive.org. Дата обращения: 7 апреля 2014. und Rezension in der Neuen Osnabrücker Zeitung).
- (zusammen mit Dirk Kunze:) Mit Frack im Parlament. Ein Beitrag zur parlamentarischen Kultur und politischen Symbolik im Deutschen Bundestag. Mit einem Geleitwort des Präsidenten des Deutschen Bundestages Norbert Lammert, Baden-Baden 2009, ISBN 978-3-8329-3525-2 (Rezension (нем.). web.archive.org. Дата обращения: 29 июля 2014. bei Das Parlament).
- Geheim und effektiv. Über 1000 Jahre Diplomatie der Päpste. Augsburg 2010, ISBN 978-3-86744-150-6.
- Datenhandbuch zur Geschichte des Deutschen Bundestages 1990 bis 2010. Baden-Baden 2011, ISBN 978-3-8329-6237-1
- (zusammen mit Ralph Igel:) Die Polizei des Bundestagspräsidenten in parlamentsgeschichtlicher Perspektive, in: Zeitschrift für Parlamentsfragen 44 (2013), Heft 1, S. 126—136.